# Claude Heymann
Pour les personnes ayant le même patronyme, voir Heymann.
Claude Heymann, né le 13 novembre 1907 à Paris et mort à Saint-Denis le 13 avril 1994, est un réalisateur et scénariste français. Il est également l'auteur d'un roman policier sous le pseudonyme de Claude J. Alain.

## Biographie
Claude Heymann est né à Paris en 1907, dans une famille d'origine juive (ce qui aura des conséquences sur son parcours durant les années d'occupation allemande).
Passionné de cinéma et souhaitant s'y consacrer, il débute à presque vingt ans, à l'époque du cinéma muet, comme assistant de Jean Renoir (notamment pour Sur un air de charleston sorti en 1926, La Petite Marchande d'allumettes sorti en 1928, ou encore Tire-au-flanc sorti également en 1928. Puis le cinéma parlant arrive. Il travaille alors pour l'avant-garde et est assistant sur des films tels que L'Âge d'Or de Luis Buñuel. Il est aussi à nouveau assistant de Jean Renoir sur On purge bébé, son premier film parlant sorti en 1931 ou La Chienne, sorti également en 1931. Il écrit aussi des poèmes et des chansons.
Il réalise son premier film, L'Amour à l'américaine, toujours en 1931, aidé de Paul Fejos (apportant en partticulier son expérience hollywoodienne du parlant). Il supervise, à Berlin, les versions françaises de films de l'Universum Film AG  (UFA) tournés, selon les méthodes de l'époque, en deux versions (allemande et française) (dont la version française du film de Leni Riefenstahl sur les Jeux olympiques). Il est le père de la future critique de cinéma Danièle Heymann, née en 1933. Dans la seconde partie des années 1930, il tourne Jeunesse d'abord, avec Jean Steli mais aussi, comme scénariste, Jacques Prévert. Il acquiert une notoriété en adaptant au cinéma une pièce de Tristan Bernard, Les Jumeaux de Brighton, avec Raimu en acteur principal. D'autres films suivent. Ainsi, juste avant le début du conflit de 1940, il commence la réalisation du film  Paris-New York, un film policier. 
La guerre éclate. Mobilisé, il est fait prisonnier, et écrit des poèmes en captivité. Revenu en France, il se cache sous un pseudonyme en raison de ses origines juives, et cache sa famille. Pour autant, il réussit, avec quelques concours, à travailler à nouveau comme assistant. Sous le pseudonyme de Claude J. Alain, il est aussi l'auteur d'un roman policier publié en 1942, Le Mystère des petits pois, « un livre étrange et imprégné de surréalismes ».
Au moment de la libération de la France, il participe avec Charles Spaak, au scénario de Jéricho, réalisé par Henri Calef,. Il signe encore comme réalisateur dans les années qui suivent : La Belle Image sorti en 1951 d'après un roman de Marcel Aymé, et Victor, sorti également en 1951, avec l'acteur Jean Gabin dans le rôle principal, une adaptation d'une pièce d'Henry Bernstein. Il apporte ses conseils à Bernard Cohn pour réaliser Natalia, un film sur le cinéma pendant l'occupation allemande, sorti en 1989.
Il meurt en avril 1994, à 86 ans.

## Filmographie

### Réalisateur
- 1932 : Comme une carpe
- 1932 : L'Amour à l'américaine
- 1932 : À moi le jour, à toi la nuit
- 1933 : Idylle au Caire
- 1935 : Jeunesse d'abord
- 1936 : Les Jumeaux de Brighton
- 1936 : L'Île des veuves
- 1951 : La Belle Image
- 1951 : Victor
- 1952 : Adieu Paris
- 1954 : Anatole chéri

### Scénariste

#### Au cinéma
- 1927 : En rade d'Alberto Cavalcanti
- 1928 : Tire-au-flanc de Jean Renoir
- 1946 : Jericho d'Henri Calef
- 1948 : Le Carrefour des passions d'Ettore Giannini
- 1951 : La Belle Image
- 1951 : Victor
- 1952 : Adieu Paris
- 1955 : Lola Montès de Max Ophüls

#### À la télévision
- 1971 : Madame êtes-vous libre ?, série télévisée réalisée par Jean-Paul Le Chanois (créateur de la série)

### Assistant réalisateur
- 1928 : Tire-au-flanc de Jean Renoir
- 1930 : L'Âge d'or de Luis Buñuel
- 1930 : La Meilleure Bobonne court métrage de Marc Allégret
- 1931 : Le Blanc et le Noir de Robert Florey et Marc Allégret
- 1931 : On purge bébé de Jean Renoir
- 1931 : Mam'zelle Nitouche de Marc Allégret
- 1934 : J'ai une idée de Roger Richebé
- 1936 : Partie de campagne de Jean Renoir
- 1937 : Le Choc en retour de Maurice Kéroul et Georges Monca
- 1950 : Les Derniers Jours de Pompéi de Marcel L'Herbier et Paolo Moffa

### Acteur
- 1960 : Tirez sur le pianiste de François Truffaut

## Œuvre littéraire

### Roman
- Le Mystère des petits pois, Fayard, coll. « Le Roman policier » no 10 (1942)[9]

## Source
- Claude Mesplède (dir.), Dictionnaire des littératures policières, vol. 1 : A - I, Nantes, Joseph K, coll. « Temps noir », 2007, 1054 p. (ISBN 978-2-910-68644-4, OCLC 315873251)